# Tratatul de la Speyer
Tratatul de la Speyer, încheiat în data de 16 august 1570 la Speyer, a pus capăt conflictului dintre pretendenții la coroana Regatului Ungariei după Bătălia de la Mohacs (1526) și decesul regelui Ludovic al II-lea pe câmpul de luptă.

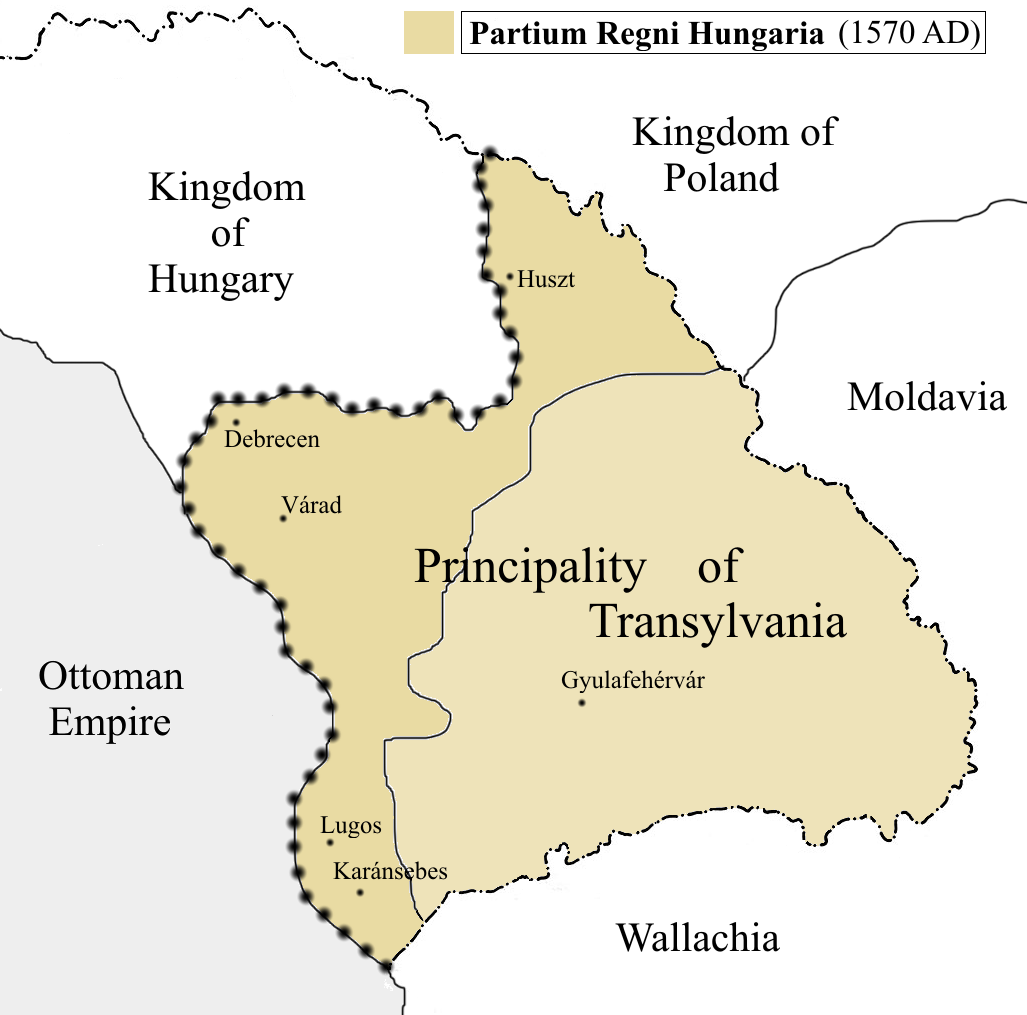
Principatul Transilvaniei cu Partium în 1570

Ioan Sigismund Zapolya a recunoscut împăratului Maximilian al II-lea titlul de rege al Ungariei, iar acesta din urmă l-a recunoscut ca principe al Transilvaniei și al Partium-ului.
Tratatul de la Speyer este în zilele noastre interpretat în mod divergent de istoriografia maghiară și de cea română: 
- prima consideră că o formațiune statală vasală precum principatul Transilvaniei constituie în drept o parte a regatului Ungariei și nu un stat în sine, astfel că denumește formațiunea transilvană „Regatul Ungariei Răsăritene” și socotește domeniul lui Ioan Sigismund Zapolya mărit prin adaosul Partium-ului la Tratatul de la Speyer ca fiind data de întemeiere a principatului Transilvaniei[1], data de desființare fiind în acest punct de vedere anul 1711 când a luat sfârșit domnia lui Francisc Rákóczi al II-lea, principatul fiind apoi cârmuit de guvernatori austrieci, deci după 141 de ani de existență[2];
- a doua consideră că Tratatul de la Speyer pune capăt unei rivalități politice fără să modifice statutul Transilvaniei, anume acela de stat în sine, vasal al regatului maghiar, dar diferit de acesta, așa cum însăși textul tratatului de la Speyer o arată: Ioan Sigismund Zapolya este recunoscut « princeps Transsylvaniae et partium regni Hungariae dominus » (« Domnitor al Principatului Transilvaniei și al unei părți din regatul Ungariei »)[3] deosebindu-se astfel principatul Transilvaniei de regatul Ungariei Răsăritene: din acest punct de vedere, principatul, întemeiat în secolul XII (primul voievod este menționat în anul 1111), devine independent de fapt prin tratatul de la Speyer, apoi vasal al Imperiului otoman până în 1699 și al Habsburgilor ulterior, fiind transformat în arhiducat în 1711 (Großherzogtum), apoi în arhiprincipat în 1765 (Großfürstentum) și desființat în 1867 odată cu împărțirea domeniului habsburgic în Austro-Ungaria[4], deci după 756 de ani de existență.